# Famille de Chastenet de Puységur
Pour les articles homonymes, voir Puységur (homonymie).
La famille de Chastenet de Puységur, anciennement Castanet, est une famille subsistante de la noblesse française originaire de Lectoure en Bas-Armagnac.
Elle compte notamment parmi ses membres des gentilshommes de la chambre du roi, un vice-sénéchal d'Armagnac, des lieutenants-généraux et maréchaux de camp des armées du roi, un archevêque de Bourges (d'abord évêque de Carcassonne), une dame-chanoinesse du chapitre noble de Remiremont, des gouverneurs militaires, un maréchal de France, un secrétaire d'état à la guerre de Louis XVI, un pair de France (sous la Restauration), un propagateur reconnu de la théorie du magnétisme animal et un officier d'état-major proche de l'empereur Napoléon III.

## Histoire

### L'accès à la noblesse
Gustave Chaix d'Est-Ange écrit que grâce aux travaux de Jean de Jaurgain et de Monsieur Escarnot on sait désormais que la famille de Chastenet de Puységur n'a pas de liens avec la famille de Chastenet de Puyferrier originaire du Limousin et qui s'est répandue en Marche et dans la région de Montmorillon.
Cet auteur écrit que la famille de Chastenet de Puységur est parvenue à la noblesse dans la première moitié du XVIe siècle avec Nicolas Castanet, marchand de Lectoure (Gers), ayant fait fortune dans le commerce d'étoffe et élu consul de cette cité en 1513, 1514 et 1524. « Nicolas de Castanet, premier seigneur de Puységur, s'agrégea à la noblesse dans les dernières années de sa vie » écrit Chaix d'Est-Ange.
Régis Valette dans son catalogue sur les familles subsistantes de la noblesse française mentionne que cette famille a été admise aux Honneurs de la Cour en 1734 avec dispense de preuves.

### Les services
Cette famille compte parmi ses illustrations plusieurs gentilshommes de la chambre des rois, un vice-sénéchal d'Armagnac (proche d'Henri de Navarre, futur Henri IV), plusieurs dignitaires de l'ordre royal et militaire de Saint-Louis, plusieurs lieutenants-généraux et maréchaux de camp des armées du roi, une dame-chanoinesse du chapitre noble de Remiremont, un archevêque de Bourges (d'abord évêque de Carcassonne), plusieurs gouverneurs militaires de villes ou de provinces, un maréchal de France - chevalier des ordres du roi et proche conseiller de Louis XIV et de Louis XV -, un secrétaire d'État à la Guerre de Louis XVI, un pair de France (sous la restauration), un propagateur reconnu de la théorie du magnétisme animal - petit-fils du maréchal -, et enfin un officier d'état-major, proche de l'empereur Napoléon III.
Il est à noter que la branche des marquis de Puységur, vicomtes de Buzancy, ayant pour auteur Jacques de Chastenet de Puységur (1600-1682) - père du maréchal de France - compta six générations successives d'officiers qui tous s'illustrèrent sur les champs de bataille des XVIIe, XVIIIe et XIXe siècles.

## Filiation
La généalogie, tirée d'ouvrages anciens, fait descendre le premier auteur de cette famille de Jean de Chastenet, seigneur de Puyferrier et de Domingue de Lalande, dame de Puységur, mais cette filiation ne fait pas l'objet d'un consensus et elle est contestée, elle n'est donc pas traitée dans cet article.

### de Chastenet, seigneurs de Puységur et de Campsègue
- Nicolas Chastanet ou de Castenet ou de Chastenet (1482-1551), il est marchand drapier bourgeois de Lectoure, il est élu consul de cette cité en 1513, 1514 et 1524 et il s'agrège à la noblesse à la faveur de l'acquisition de la seigneurie de Puységur (Gers) en 1528[1]. Il reconnut tenir plusieurs biens du roi de Navarre, le 17 janvier 1534; lui rendit hommage des terres de Puységur et de Campsègue auprès du sénéchal d'Armagnac le 13 mai 1541; fit son testament le 29 janvier 1548 et son codicille le 8 mars 1549. Il devint seigneur de Puységur (Gers) en 1528 et avait épousé Géraude de Fouassin. Parmi ses enfants :
  - Joseph de Chastenet-Puységur, mort en 1591;
  - Bernard de Chastenet-Puységur, gentilhomme de la chambre du roi, qui suit;
  - Jean de Chastenet-Puységur, le jeune, exempt des gardes du roi Henri II, qui, ayant été envoyé par ce prince vers le duc de Lorraine, pour capitaine de ses gardes, se maria dans le palatinat, où il s'établit et eut postérité dont descend :
    - Barthélémy de Chastenet-Puysegur, maréchal des camps et armées du roi, qui le déclara de l'ancienne famille de Chastenet de Puysegur par lettres du mois d'août 1701. Il avait épousé en 1702, Henriette de Chastenet, fille de Jacques de Chastenet, seigneur de la Coupète.
- Bernard de Chastenet-Puységur (1529-1600), - fils de Nicolas de Chastenet-Puységur, seigneur de Puységur et de Camp-Sègue et de Géraude de Fouassin -, chevalier, seigneur de Puységur et de Camp-Sègue, gentilhomme ordinaire de la chambre du roi, premier grand vice-sénéchal d'Armagnac, servit avec distinction durant les troubles et les guerres de religion Henri de Navarre, futur Henri IV, qui l'honora d'une estime particulière, ainsi qu'on le voit par les lettres que ce prince lui écrivit en 1577, 1578, 1583 et 1585. Il fit son testament le 26 septembre 1600 et avait épousé en 1556 Marguerite de Pins, fille d'Hector de Pins, seigneur du Bourg. Ils eurent treize enfants parmi lesquels :
  - Jean de Chastenet qui suit;
  - Herard, auteur de la branche des comtes de Puységur, seigneurs de Barrast, rapportée ci après;
  - Pierre, tige de celle des Barons de Puységur, seigneurs de la Coupette
- Jean de Chastenet-Puységur (1563-1612), 5e du nom, - fils de Bernard de Chastenet-Puységur, seigneur de Puységur et de Camp-Sègue et de Marguerite de Pins -, chevalier, seigneur de Puységur et de Camp-Sègue, fit hommage des dites terres le 6 juillet 1611, et testa le 15 octobre suivant. Il avait épousé, le 3 septembre 1590, Madeleine d'Espagne-Ramefort, fille d'Onuphre d'Espagne, baron de Ramefort -, et de Catherine de Saman, petite-fille de Charles d'Espagne, et de Marie d'Aure et descendante de Gaston IV, comte de Foix et d'Élizabeth d'Arragon, roi et reine de Navarre . Elle disputa longtemps la Seigneurie de Montespan à Paule d'Espagne, sa cousine. De cette alliance vinrent dix-huit enfants parmi lesquels : 
  - Jean, qui suit;
  - Josse de Chastenet, seigneur de Campsègue, capitaine, tué à Lectoure » où il commandait, laissant deux fils, aussi tués au service, l'un desquels avait eu un fils qui fut chanoine de Lectoure ;
  - Jacques, (père du maréchal de France, chevalier des ordres du roi), auteur de la branche des marquis de Puységur, vicomtes de Buzancy, rapportée ci-après;
- Jean de Chastenet-Puységur, 6e du nom, chevalier, seigneur de Puységur, fut nommé vice-sénéchal d'Armagnac, de Comminges, de Rivière-Verdun et de Bigorre, par Lettres de Louis XIII, du 13 avril 1623, et avait épousé, par contrat du 19 février 1614, retenu par la Pele, notaire de Lectoure, Marie de Cere, dont, entre autres enfants, il eut :
- Jean de Chastenet-Puységur, 7e du nom, chevalier, seigneur de Puységur, gentilhomme ordinaire de la chambre du roi, marié, par contrat passé le 24 juillet 1631, devant Delas, notaire royal de Sainte-Christine, avec Gabrielle de Tarssac, fille de Jean-Jacques, baron de Montberaut, dont :
- Jean-Louis de Chastenet-Puységur, chevalier, seigneur de Puységur et de la Grange, qui épousa, par contrat du 8 août 1655, Louise d'Aignan, et en eut :
- Louis de Chastenet-Puységur, chevalier, seigneur de Puységur, marié, par acte du 15 octobre 1688, avec Marie de Roquette, dont il ne laissa qu'une fille :
  - Anne-Thérese de Chastenet, dame de Puységur, mariée avec Gilles-Gervais de la Roche, Marquis de Gensac, dont 
    - Jacques de la Roche, marquis de Gensac, marié avec Anne-Jeanne-Amable de Caulet-Grammont, de laquelle vint : Anne-Jeanne-Thérèse-Joseph de la Roche-Gensac, mariée, en 1773, avec Louis-Adélaïde-Anne-Joseph de Montmorency, comte de Laval.

C'est ainsi que le château et la terre de Puységur sont tombés dans la maison de Montmorency-Laval.

### de Chastenet, marquis de Puységur, vicomtes de Buzancy, en Soissonnais
- Jacques de Chastenet de Puységur (1600-1682), 4e fils de Jean de Chastenet, seigneur de Puységur, et de Madeleine d'Espagne-Ramefort, chevalier, vicomte de Buzancy et d'Aconin, premier quart-comte de Soissons, seigneur de Bernoville, Aisonville, Villemontoire et autres lieux, conseiller-maître d'hôtel ordinaire du roi, gouverneur de Condé, mestre de camp-colonel du régiment de Piémont, maréchal de camp des armées du roi. Il fut appelé pour suppléer le maréchal de Rantzau et commander l'armée sur les marches de l'est en 1648 et pendant quarante et une années de service, ayant participé à plus de cent sièges, combats ou batailles, il ne fut jamais ni blessé, ni malade. Il fit l'acquisition en 1646 de la vicomté de Buzancy, dans le Soissonnais, et lors des grandes enquêtes initiées par Louis XIV fut confirmé dans sa noblesse en 1668 par jugement de Dorieux à Soissons. Il rédigea des mémoires, publiés en 1690[3], qui restent un témoignage édifiant sur les usages en cours et l'ascension d'un officier au sein des armées de Louis XIII et de Louis XIV.
- Il avait épousé 1°. Antoinette de Varlet ; et 2° le 16 avril 1644 Marguerite du Bois du Liège, fille de Jacques du Bois, chevalier, seigneur de Bernoville, d'Aisonville et du Liège, capitaine des Tours du Havre et de la Rochelle, maréchal de camp des armées du roi, tué au combat en 1635 et de Marguerite du Bois de La Touche. Du premier lit il eut sept garçons, dont aucun n'eut de postérité.
- Du second lit vinrent plusieurs enfants, dont 
  - Jacques-François de Chastenet de Puységur, maréchal de France, qui suit ;
  - Nicolas de Chastenet de Puységur, abbé de Sainte-Epvre, diocèse de Toul ;
  - Marguerite de Chastenet de Puységur, dame-chanoinesse du chapitre noble de Remiremont;
  - Françoise de Chastenet de Puységur, mariée à Louis de Polastron-la-Hillère, issu d'une ancienne famille du Languedoc, brigadier des armées du roi, décédé et inhumé en 1704 dans la crypte de l'église de Buzancy (Aisne) dont Henriette-Françoise de Polastron, femme de Jacques-Antoine, comte d'Aumale, de Picardie, seigneur de Petit-Bois, colonel d'infanterie & chevalier de Saint-Louis. De cette alliance vinrent entre autres: Louis, comte d'Aumale, seigneur de Petit-Bois ; et quatre filles, dont deux mariées; l'une, nommée Marie-Angélique-Augustine-Armande d'Aumale, femme de Gabriel-Florent, marquis de la Tour, seigneur de Saint-Paulet en Languedoc. L'autre, appelée Edouarde-Rosalie d'Aumale, sous-gouvernante des enfants de France en 1776, épouse du vicomte d'Aumale, seigneur du Mont-Notre-Dame, son cousin, capitaine de hussards au Régiment de Bercheny;
  - et deux filles N... & N... de Chastenet, religieuses à l'Abbaye Royale d'Origny.

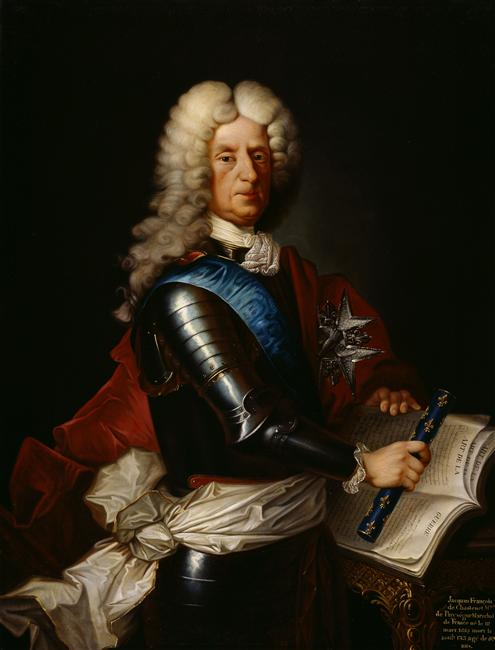
Jacques-François de Chastenet de Puységur, maréchal de France.

- Jacques-François de Chastenet de Puységur, maréchal de France.Jacques François de Chastenet de Puységur (1656-1743), - fils de Jacques de Chastenet-Puységur et de Marguerite du Bois du Liège -, marquis de Puységur, vicomte de Buzancy et d'Aconin, premier quart-comte de Soissons, comte de Chessy, seigneur de Bernoville, Aisonville, Ceffereux, Villemontoire, Crisy et autres lieux, chevalier des ordres du roi (Saint-Michel et Saint-Esprit), chevalier de l'ordre royal et militaire de Saint-Louis, nommé à vie par Louis XIV maréchal-général des logis des camps et armées du roi, membre du conseil de la guerre pendant la minorité de Louis XV, gouverneur de Condé et de Bergues, commandant en chef des armées du Nord, maréchal de France ; auteur de l'ouvrage de stratégie militaire "Art de la Guerre", conseiller militaire proche des rois Louis XIV et Louis XV (il reçut les honneurs de la cour en 1734), précepteur militaire puis gentilhomme de la manche du duc de Bourgogne (père de Louis XV), puis quelque temps précepteur militaire de Louis XV lui-même, il mourut à Paris le 15 août 1743 et fut inhumé dans la crypte de l'église Saint-Roch. Il avait épousé en secondes noces le 23 septembre 1714, Jeanne-Henriette de Fourcy de Chessy, née le 9 novembre 1692, morte le 17 décembre 1737, fille aînée d'Henri-Louis de Fourcy, comte de Chessy, maître des requêtes auprès du parlement de Paris, et de Jeanne de Villars, son épouse dont :
  - François-Jacques-Maxime de Chastenet de Puységur, qui suit;
  - Jeanne-Henriette de Chastenet de Puységur, née le 29 août 1715, mariée le 20 mars 1736, à Charles-François de Nettancourt, comte de Vaubécourt. Ils n'ont pas eu d'enfants.
  - Marie-Anne de Chastenet de Puységur, née le 21 septembre 1719, mariée le 21 avril 1740, à Pierre de Civille, seigneur de Saint-Mars et de Buchy;
  - et Hélène-Adélaïde de Chastenet de Puységur, née le 5 février 1726, morte en août 1748, qui avait épousé, le 16 mars 1744, le marquis de Choisy-Moigneville en Lorraine.
- François-Jacques-Maxime de Chastenet de Puységur (1716-1782), - fils de Jacques-François de Chastenet de Puységur, maréchal de France et de Jeanne de Fourcy de Chessy - , marquis de Puységur, vicomte de Buzancy et d'Aconin, premier quart-comte de Soissons, comte de Chessy, seigneur de Bernoville, Aizonville, Villemontoire et autres lieux, grand-croix de l'ordre royal et militaire de Saint-Louis, lieutenant-général des armées du roi et proche du maréchal de Saxe qu'il suppléa en plusieurs occasions. Il s'illustra en 1745 lors de la bataille de Fontenoy (restée célèbre par la phrase attribuée au comte d'Anterroches, « Messieurs les Anglais, tirez les premiers »). Il avait épousé Marie-Marguerite Masson, fille de Gaspard Masson, chevalier, premier président au parlement de Paris, et de Marguerite Chevalier, morte en 1760. Parmi leurs enfants ils eurent :
  - Antoinette-Louise-Maxime de Chastenet, née le 1er novembre 1748, mariée le 4 novembre 1766, à Antoine-Nicolas-François Vidard, marquis de Saint-Clair en Poitou, baron de Maire en Champagne, mestre de camp de cavalerie et chevalier de Saint-Louis;

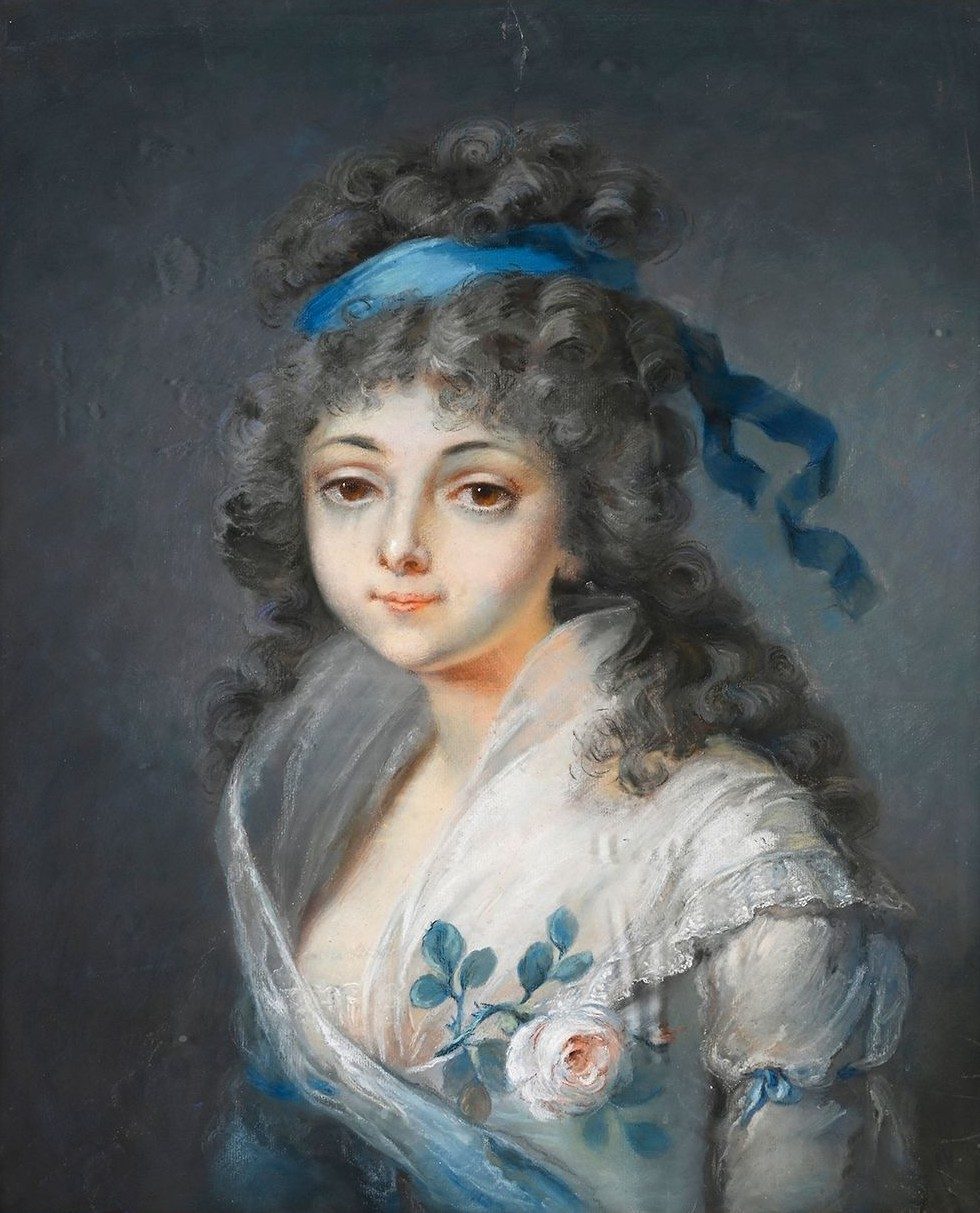
Marguerite Baudard de Saint-James, marquise de Puységur

  - Amand Marie Jacques de Chastenet de Puységur (1751-1825), qui suit.
  - Élisabeth-Marie-Louise de Chastenet, née le 22 février 1752, mariée à N... Le Pelletier, comte d'Aunay, mestre de camp de dragons, dont : Charles-Louis Le Pelletier, et une fille;
  - Antoine Hyacinthe de Chastenet de Puységur (1752-1809), officier-général ayant participé à la guerre d'indépendance américaine, rapporté après son ainé,
  - Jacques « Maxime » Paul de Chastenet de Puységur (1755-1848)[4] rapporté après ses ainés,

- Amand Marie Jacques de Chastenet de Puységur (1751-1825), - fils de Jacques-Maxime de Chastenet de Puységur et de Marie-Marguerite Masson -, marquis de Puységur, vicomte de Buzancy et d'Aconin, premier quart-comte de Soissons, comte de Chessy, officier-général de corps royal d'artillerie, chevalier de l'ordre royal et militaire de Saint Louis, maire de Soissons de 1800 à 1805. Il refusa d'émigrer en 1791 et fut emprisonné deux années à Soissons avec sa femme et ses enfants, sa réputation justifiée de bienveillance auprès de la population locale lui ayant permis d'échapper à la guillotine et à la spoliation de ses biens. Reconnu pour ses travaux sur le magnétisme animal, il épousa en 1781 Marguerite Baudard de Sainte-James (1762-1837), dont il existe un portrait réalisé par Madame Vigée-Lebrun exposé au musée d'Indianapolis (USA). Il tomba gravement malade à son retour du sacre de Charles X à Reims en mai 1825 pour avoir voulu dormir par un froid glacial sous la tente de campagne de son aïeul le maréchal et mourut quelques jours plus tard. Il repose dans la crypte de l'église de Buzancy. De son union avec Marguerite Baudard de Sainte-James, fille de Claude Baudard, baron de Sainte-James, trésorier général de la marine qui finança plusieurs corps expéditionnaires français lors de la guerre d'indépendance américaine, ils eurent :
  - Paul-Jacques Alexandre de Chastenet de Puységur, qui suit ;
  - Adolphe Auguste Maxime de Chastenet de Puységur (1794-1856), lieutenant des armées du roi, a puissamment secondé à Bordeaux les actions courageuses de Madame la duchesse d'Angoulême, si justement nommée par l'acclamation générale lHéroïne du Midi
- Paul-Jacques-Alexandre de Chastenet de Puységur (1790-1846), - fils d'Armand-Marie-Jacques de Chastenet de Puységur et de Marguerite Baudard de Sainte-James - , marquis de Puységur, vicomte de Buzancy, chevalier de l'ordre royal et militaire de Saint-Louis, officier de la légion d'honneur et de l'ordre de Saint-Ferdinand d'Espagne, lieutenant-colonel de cavalerie, quitta le service en 1830 après l'abdication de Charles X, épousa en 1824 Gasparine d'Hennezel de Beaujeu, fille de François, marquis d'Hennezel, comte de Beaujeu et de Valentine de Bercheny, elle-même petite-fille de Ladislas, comte de Bercheny, grand écuyer de Lorraine, inspecteur-général des régiments de hussards et maréchal de France (1689-1778). Il mourut en 1846 et fut inhumé dans la crypte de l'église de Buzancy. Il eut de son union avec Gasparine d'Hennezel de Beaujeu :
  - Jacques-Maurice de Chastenet de Puységur, qui suit ;
  - Maxime-Gaspard de Chastenet de Puységur ;
- Jacques-Maurice de Chastenet de Puységur (1825-1879), - fils de Jacques-Paul Alexandre de Chastenet de Puységur et de Gasparine d'Hennezel de Beaujeu -, marquis de Puységur, vicomte de Buzancy, officier de la légion d'honneur, colonel de cavalerie, fut officier d'ordonnance de l'empereur Napoléon III, épousa en 1851 Louise-Hortense Leroy de Saint-Arnaud (1831-1857), elle-même fille d'Achille Leroy de Saint-Arnaud, grand-croix de la légion d'honneur, ministre de la guerre, commandant en chef de l'armée d'orient, vainqueur de la bataille de l'Alma et maréchal de France (1798-1854) et de Louise Pasquier. Il céda en 1874 le château et le domaine de Buzancy à son frère Maxime-Gaspard de Chastenet de Puységur dans l'espoir que celui-ci aurait un fils, au détriment de ses propres filles Eugénie (ep. Guillaume-Roger Pelissier de Féligonde) et Madeleine (ép. Olivier de Lorgeril). D'où postérité. Il mourut en 1879 alors qu'il allait être nommé général et repose auprès de ses aïeux dans la crypte de l'église de Buzancy.

### de Chastenet, comtes de Puysegur, seigneurs de Barrast, en Albigeois
- Pierre Hercule de Chastenet de Puységur, seigneur de Barrast (1694-ca 1770), capitaine de dragons au régiment du Mestre-de-Camp-Général.
- Barthélémy de Chastenet de Puységur, (1729-1804), lieutenant général de l'Infanterie, fils du précédent
- Jean Auguste de Chastenet de Puységur (1740-1815), évêque de Saint-Omer (1775), puis évêque de Carcassonne (1778), archevêque de Bourges et primat des Aquitaines (1788); fils de Pierre Hercule et frère du précédent.
- Marie-Jean Hercule de Chastenet de Puységur (1754-1820), capitaine des garde du corps de Monsieur frère du roi (futur Charles X). Fils de Pierre Hercule et frère du précédent.
- Louis Pierre de Chastenet de Puységur (1727-1807), ministre de la guerre de Louis XVI en 1789
- Pierre-Gaspard-Herculin de Chastenet de Puységur (1769-1848), titré comte (1823) puis pair de France (1823)

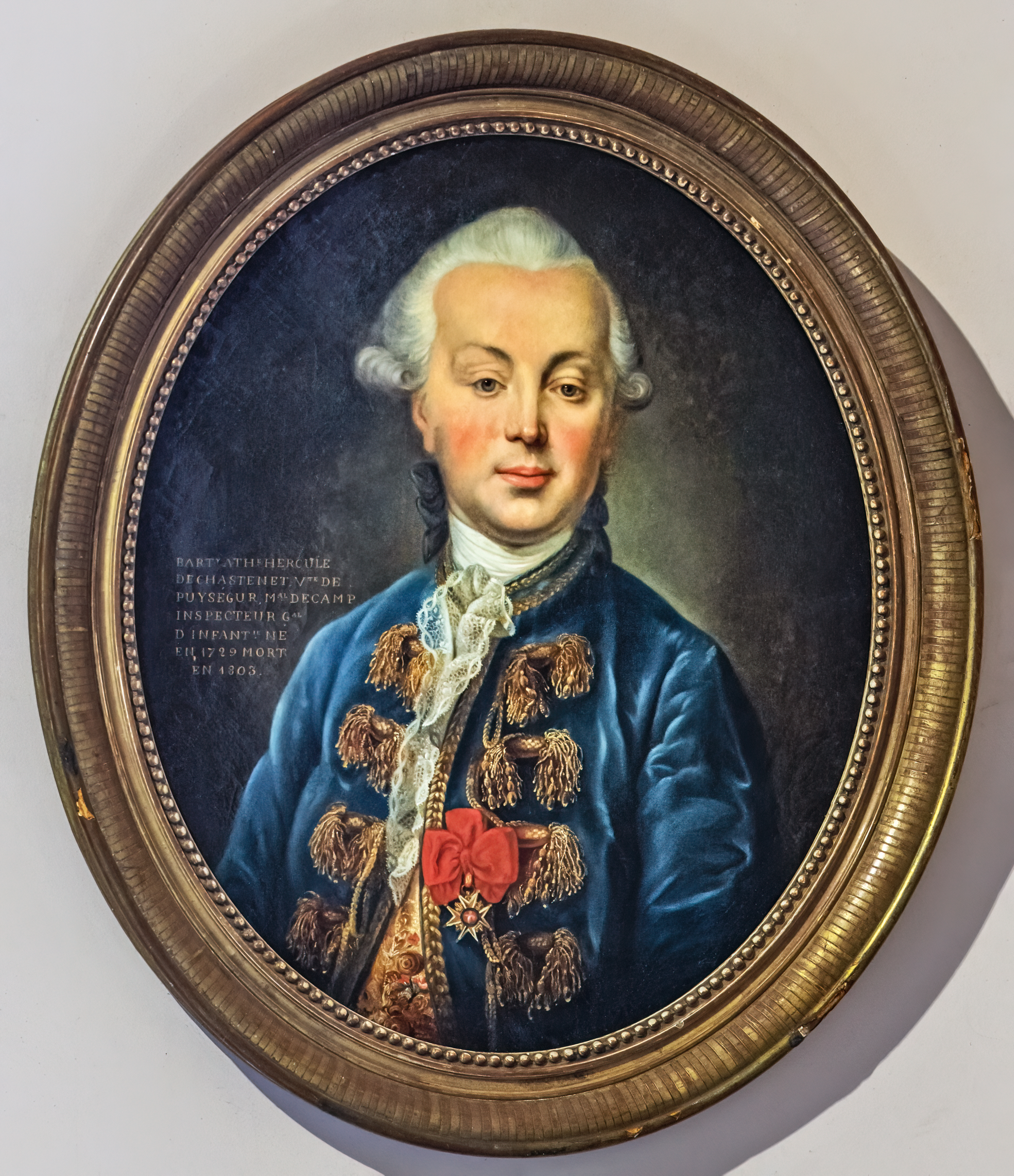
Barthélémy de Chastenet de Puységur, Musée du pays rabastinois
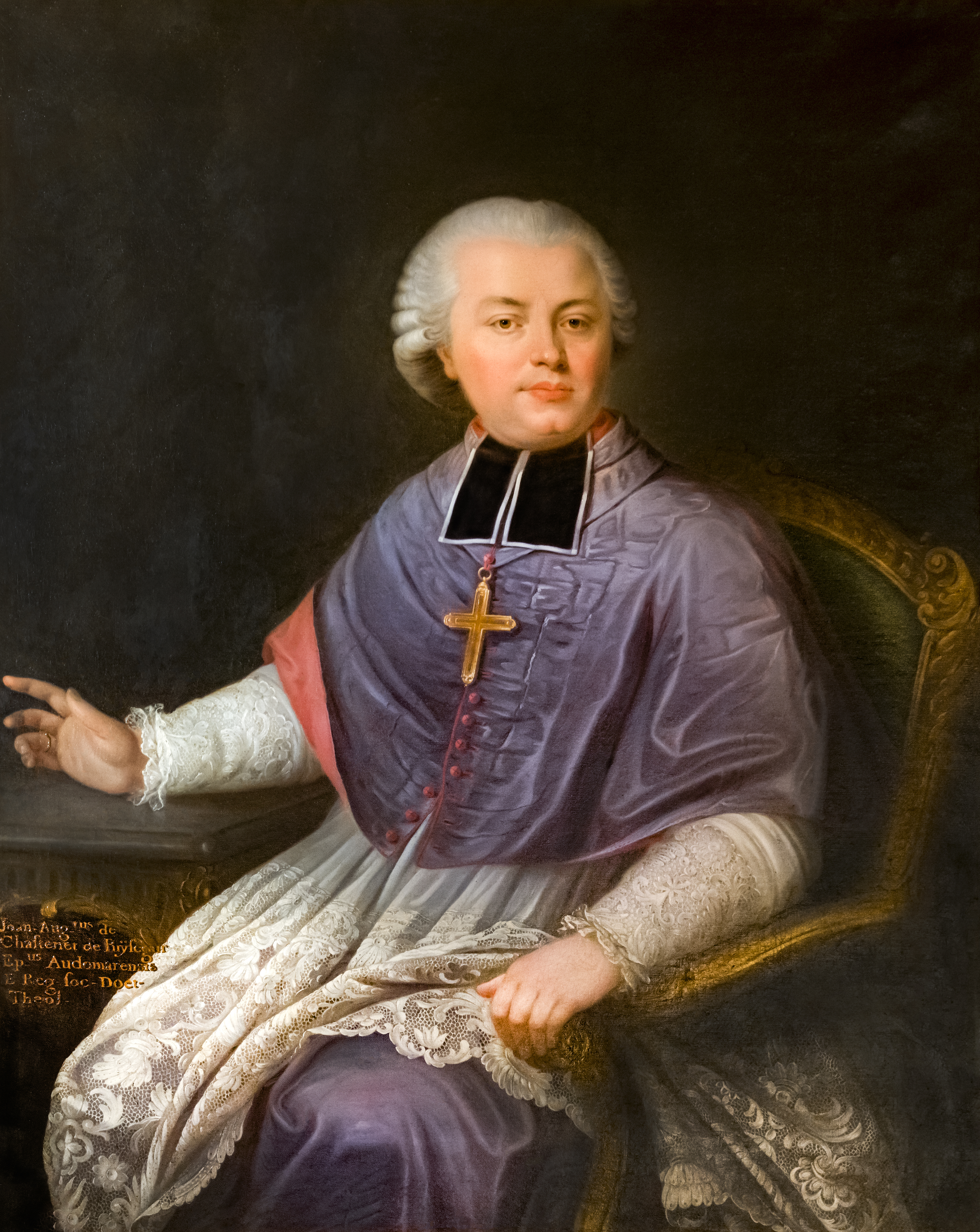
Jean Auguste de Chastenet de Puységur, musée du pays rabastinois
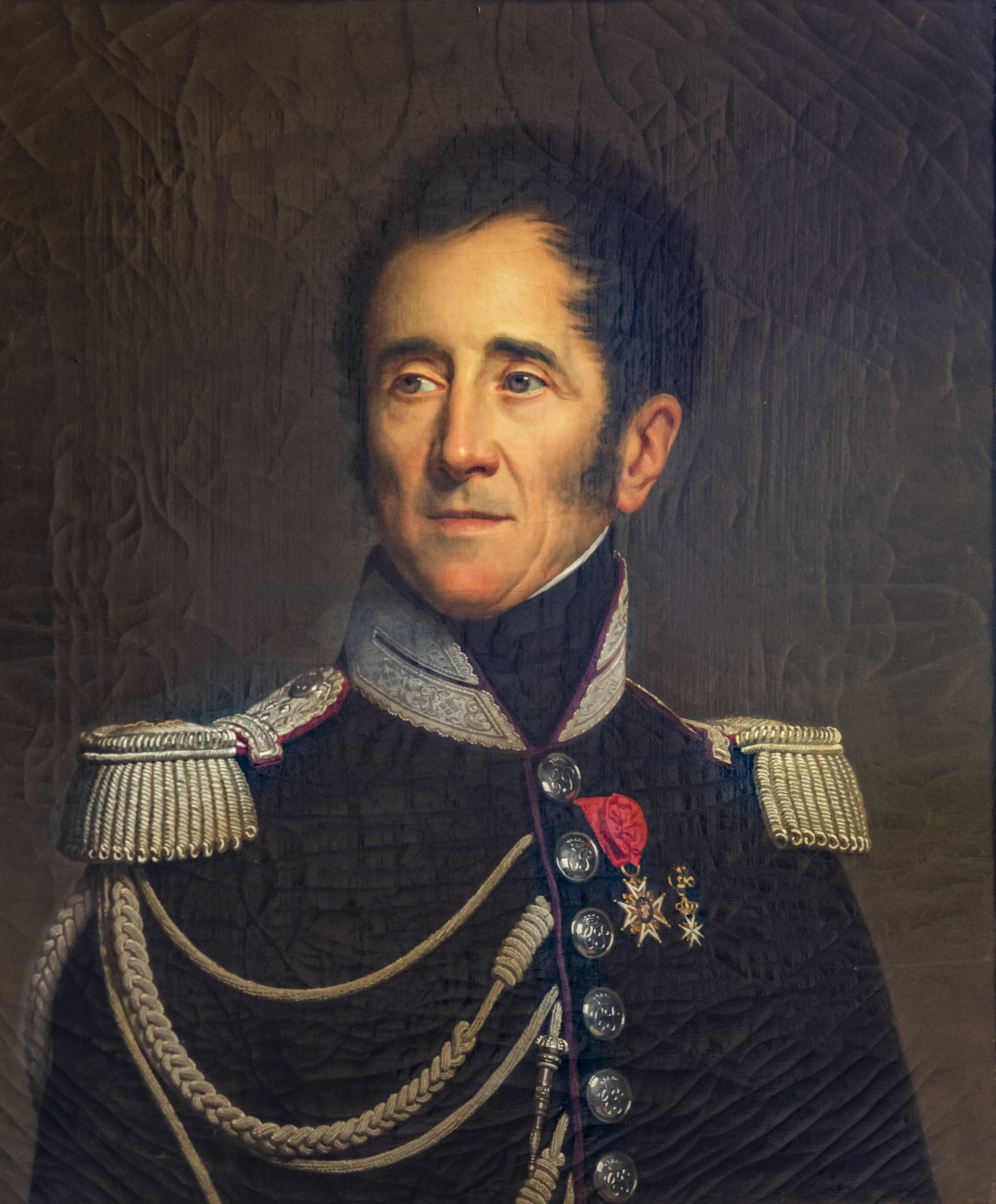
Marie-Jean Hercule de Chastenet de Puységur, musée du pays rabastinois

## Alliances
Les principales alliances de la famille de Chastenet de Puységur sont : de Pins (1556), d'Espagne-Ramefort (1591), de Cère (1614), de Tarssac (1631), du Bois du Liège (1644), d'Aignan (1655), de Fourcy de Chessy (1714), d'Aunay (1719), d'Aumale (1724), de Nettancourt-Vaubécourt (1736), de Civille (1740), de Choisy-Moigneville (1744), Masson (1745), de Gensac, Baudard de Ste-James (1781), de Noüe (1805), d'Hennezel de Beaujeu (1824), Leroy de St-Arnaud (1851), de Beauffort (1866), Pelissier de Féligonde (1875), de Lorgeril (1881), de Polastron, d'Estienne d'Orves.

## Possessions

### de Chastenet, marquis de Puysegur, vicomtes de Buzancy
Seigneuries situées en Gascogne
- Seigneur de Chastenet (Gers) : 1180 (selon La Chesnaye-Desbois)
- Seigneur de Puységur (Gers) : 1528 - marquis : 1715, confirmé par lettres patentes en 1822 -
- Seigneur de Camp-Sègue et de La Boutière (Gers) : 1528

Seigneuries situées en Ile-de-France et en Picardie :
- Seigneur d'Aisonville, Bernoville, Ceffereux et autres lieux (Aisne) : 1644
- Vicomte de Buzancy et d'Aconin et premier quart-comte de Soissons (Aisne) : 1646
- Seigneur de Crisy et Villemontoire (Aisne) : 1646
- Comte de Chessy (Seine et Marne) : 1714

### de Chastenet, comtes de Puységur, seigneurs de Barrast
Seigneuries situées en Gascogne
- Comte de Puységur
- Seigneur de Barrast (généralité de Lectoure)

Seigneuries situées en Albigeois:
- Marquis de Trevien
- Comte de Montplaisir
- Baron de Salvagnac
- Baron de Puycelci
- Co-seigneur avec le roi de la ville de Monestiès

## Armes
- de Chastenet de Puységur : D'azur au chevron d'or, accompagné en pointe d'un lion passant du même ; au chef aussi d'or.[5],[6]
- Alias : D'azur à un chevron d'argent, accompagné en pointe d'un lion léopardé d'or ; au chef d'or.[1]

## Pour approfondir